# Данська крона
Да́нська кро́на (дан. dansk krone, код: DKK) — офіційна валюта Данії. Крім того перебуває в обігу в Ґренландії та на Фарерських островах. Ділиться на 100 е́ре (øre). Вперше була запроваджена у 1873, сьогодні в обігу перебувають банкноти номіналом в 50, 100, 200, 500 та 1000 данських крон та монети номіналом 50 ере, 1, 2, 5, 10 та 20 крон. Центральний банк — Національний банк Данії.

## Етимологія
Назва походить від слова krone («корона») і пов'язана з викарбованим на монетах зображенням.

## Історія
З 1529 по 1875 в Данії карбувалася Данська марка. 8 марок = 1 кроні.
З 1873 до Першої світової війни Данія разом зі Швецією та Норвегією входила в Скандинавський монетний союз, в рамках якого данська крона мала фіксований курс відносно шведської крони та норвезької крони. В усіх трьох країнах діяв золотий стандарт, одна крона дорівнювала 0,403 грама чистого золота.
Скандинавський монетарний союз розпався в 1914, коли золотий стандарт був припинений. Данія повернулася до золотого стандарту у 1924, але в 1931 знову припинила його дію, на цей раз назавжди.
У 1941—1945 обмінний курс крони був прив'язаний до нацистської райхсмарки. Після закінчення окупації валюта була зафіксована на рівні 24 крони за 1 британський фунт стерлінгів (4,8 крони за один долар США) а в серпні цього ж року зміцнена до 19,34 крон за один фунт.
У рамках Бреттон-Вудської валютної системи Данія в 1949, слідом за фунтом стерлінгів, девальвувала свою валюту до 6,91 крон за 1 долар США, а в 1967 — до 7,5.
У 1979 Данія приєдналася до Європейського механізму регулювання валютних курсів (ERM), згідно з яким валютні коливання не могли перевищувати 2,25 % відносно встановленого центрального курсу. Центральний курс данської крони відносно європейської одиниці ЕКЮ був встановлений на рівні 7,46038. Данія по сьогодні дотримується цього коридору коливань, тепер відносно Євро.
У 1992 за умовами Маастрихтського договору країна отримала право не приєднюватися в майбутньому до єврозони.
У 2000 на референдумі 53 % данців проголосували проти переходу на євро.

## Банкноти
У 2009—2012 Національний банк Данії проводив заміну банкнот зразка 1997 року. Основна тема на цих банкнотах — мости Данії й їхні околиці. Першою банкнотою нового зразка є банкнота номіналом у 50 крон, введена в обіг 11 серпня 2009. Банкнота номіналом 100 крон випущена наступною у травні 2010. Номінали в 200, 500 та 1000 крон були оновлені в жовтні 2010, лютому 2011 та в травні 2011 відповідно.
Усі банкноти, випущені після 1945 року, є законним платіжним засобом і можуть обмінюватися на банкноти нового зразка без будь-яких обмежень.
| Зображення | Зображення | Номінал   | Розмір      | Основний колір | Основний колір     | Опис                     | Опис                  | Опис                                                     | Дата             | Дата           |
| Аверс      | Реверс     | Номінал   | Розмір      | Основний колір | Основний колір     | Аверс                    | Реверс                | Водяний знак                                             | Перше друкування | В обороті з:   |
| ---------- | ---------- | --------- | ----------- | -------------- | ------------------ | ------------------------ | --------------------- | -------------------------------------------------------- | ---------------- | -------------- |
|            |            | 50 крон   | 125 × 72 мм |                | Бузковий           | Sallingsund Bridge       | Skarpsalling vessel   | Denomination and Skuldelev Viking ship in Roskilde Fjord | 2009             | 11 серпня 2009 |
|            |            | 100 крон  | 135 × 72 мм |                | Помаранчево-жовтий | Little Belt Bridge       | Hindsgavl Dagger      | Denomination and Skuldelev Viking ship in Roskilde Fjord | 2010             | 4 травня 2010  |
|            |            | 200 крон  | 145 × 72 мм |                | Зелений            | Knippelsbro              | Langstrup belt plate  | Denomination and Skuldelev Viking ship in Roskilde Fjord | 2010             | 19 жовтня 2010 |
|            |            | 500 крон  | 155 × 72 мм |                | Синій              | Queen Alexandrine Bridge | Keldby bronze pail    | Denomination and Skuldelev Viking ship in Roskilde Fjord | 2011             | 15 лютого 2011 |
|            |            | 1000 крон | 165 × 72 мм |                | Червоний           | Great Belt Bridge        | Trundholm sun chariot | Denomination and Skuldelev Viking ship in Roskilde Fjord | 2011             | 24 травня 2011 |

## Монети

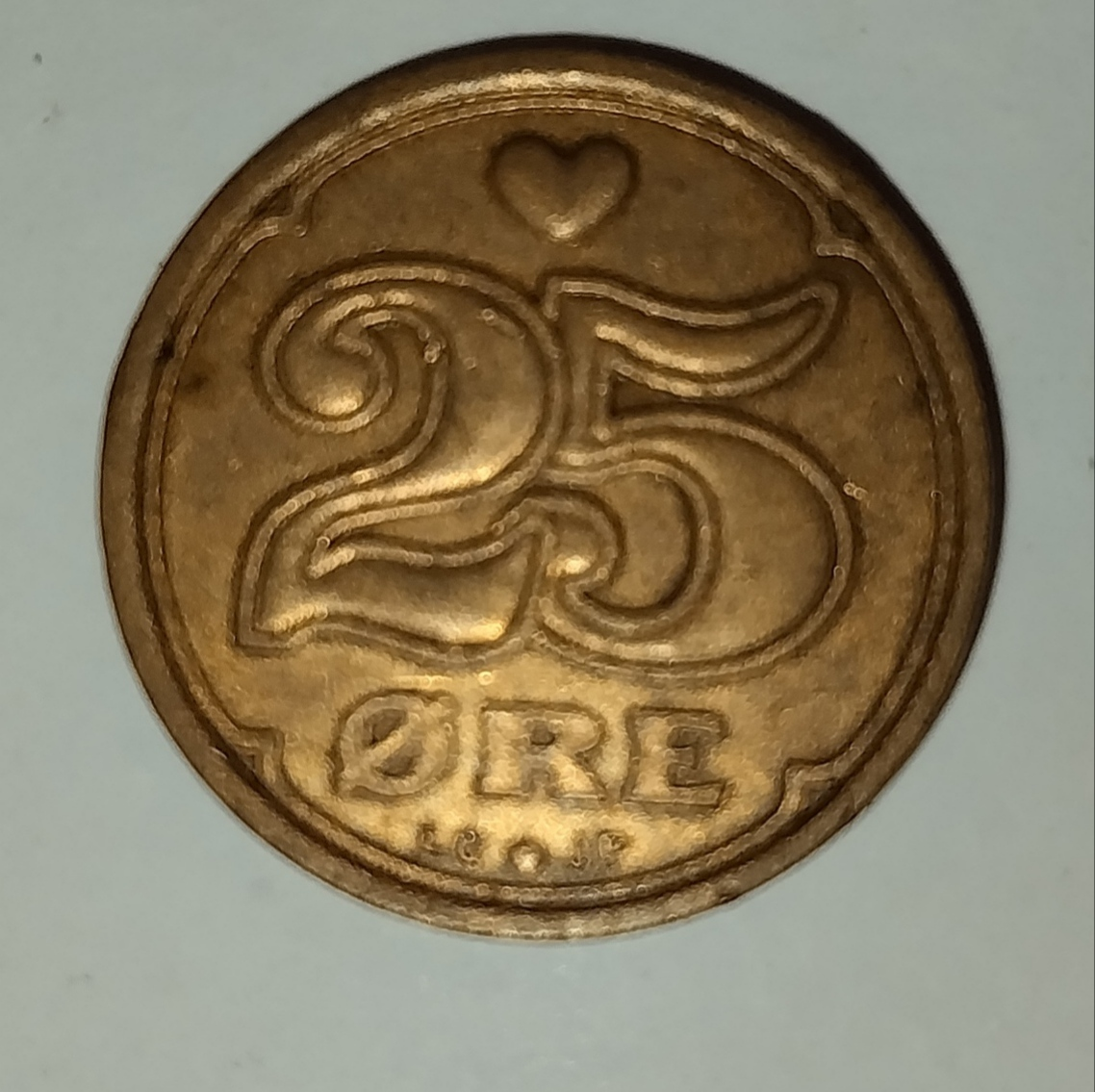
25 ере

Наразі в обігу перебувають монети номіналом 50 ере, 1, 2, 5, 10 та 20 крон. Монети цієї серії були введені в 1989—1993. 1 жовтня 2008 виведена з обігу та перестала бути законною монета номіналом у 25 ере. Ці монети можна було обміняти у банках до 1 жовтня 2011.

## Фарерські острови
На Фарерських островах в обігу перебувають власні банкноти Фарерських островів номіналом 50, 100, 200, 500 та 1000 крон. Курс обміну до данської крони становить 1 до 1. Національний банк Данії обмінює Фарерські крони на данські та навпаки без комісії. Формально данські крони не приймаються на Фарерських островах, проте це правило не завжди виконується. У самій Данії Фарерська крона не поширена та не приймається.

## Ґренландія
До 1967 у Ґренландії в обігу паралельно з данською кроною перебували ґренландська крона. У 2011 була спроба відновлення їх випуску, однак вона не увінчалася успіхом. Сьогодні єдиною законною платіжною валютою на острові є данські крони.

## Валютний курс
Валютний курс данської крони, в рамках ERM II, є прив'язаним до Євро у співвідношені 7,46038 крони за одне євро з можливістю коливання на не більше 2,25 %.
Станом на 17 березня 2025, валютний курс данської крони (за даними НБУ, ЄЦБ та МВФ) становить 0,1649 крон за 1 гривню (6,063 гривень за 1 крону), 7,46 крон за 1 євро та 6,842 крон за 1 долар США.

Графік валютного курсу відносно Євро з 1999 (крон за 1 євро)